# Nicky Summerbee
Nicky Summerbee (Altrincham, 26 agosto 1971) è un ex calciatore inglese, di ruolo centrocampista.

## Carriera

### Club
Figlio d'arte, Mike Summerbee era anch'egli attaccante dei Citizens, risulta diciassettesimo nella classifica stilata dal Times nel 2007 sui 50 peggiori calciatori che abbiano mai calcato i campi della Premier League.

## Palmarès

### Club

#### Competizioni nazionali
- First Division: 1

Sunderland: 1998-1999